# Тома Асен Палеолог
Тома Асен Палеолог (на гръцки: Θωμάς Ασάνης Παλαιολόγος; на латински: Thomas Assanus Paleologus, починал ок. 1523?) е виден византийски изгнаник в Кралство Неапол от началото на XVI век. Потомък на две императорски династии – на Палеолозите от Византия и на Асеневци от България, Тома Асен Палеолог е активен в антиосманските борби в Гърция. Преди 1506 г. той се преселва в Италия и прави голямо дарение за построяването на източноправославна църква в Неапол.

## Биография
Папска була на папа Павел III от 1544 г. го споменава като „бившия гоподар на Коринт в Морея“ и като „господаря на Коринт“. Така българският историк Иван Божилов счита за най-вероятно той да е внук на Матей Палеолог Асен, който бил шурей на деспота на Морея Димитър Палеолог (управлявал в Морея през 1436 – 1460). Матей Асен е господар на Коринт и владетел на Акрокоринт от 1454 до 1458 г., когато земите му са превзети от османците.
Тома Асен Палеолог организира антиосманско въстание в Гърция по неизвестно време и на неизвестно място. Провалът на бунта вероятно е конкретната причина да се премести в Италия, където се установява да живее в Калабрия до 1506 г. Там той е бил икономически активен и е получил привилегии от неаполитанския крал Фердинанд III.
В Неапол Тома Асен Палеолог е главният ктитор за изграждането на първата източноправославна църква в града, църквата „Свети Петър и Павел деи Гречи“ (Chiesa dei Santi Pietro e Paolo dei Greci). Църквата, която обикновено се нарича „Параклисът на Палеолозите“, е важен център на общността на византийските изгнаници в Неапол. Църквата се намира на висока точка в квартала „Сан Джузепе“ и е единствената оцеляла от бившата „Алея на гърците“ в квартала. Построена през 1518 г. и многократно реконструирана, тя е една от най-старите църкви на византийската диаспора на Запад след падането на Константинопол през 1453 г.
Датата на смъртта на Тома Асен Палеолог е неясна, въпреки че в един източник се посочва 1523 г. Има данни, че той не е имал деца, тъй като правата върху църквата са наследени от племенницата му Мария Асенина Палеологина, дъщеря на брат му Георги Асен и съпруга на Рали (Раул), майка на Пиетро Рали (? – 1558, Неапол) и баба на неаполитанската благородничка Виктория Ралина Асен.

### Цитирана литература
- Божилов, Иван (1994). Фамилията на Асеневци (1186 – 1460). Генеалогия и просопография. София: БАН, Марин Дринов, ISBN 9544302646, https://djvu.online/file/dujTvm6kCmbQL
- ((it)) Korinthios, Jannis (20 May 2014). Itinerario sulle tracce della diaspora greca a Napoli. Comunità Ellenica di Napoli e Campania, http://comunitaellenicanapoli.it/itinerario-sulle-tracce-della-diaspora-greca-a-napoli/, посетен на 21 юни 2015

- Monter, William (2006). The Greek diaspora: Italian port cities and London. Cultural Exchange in Early Modern Europe: Cities and Cultural Exchange in Europe, 1400–1700, 2. Cambridge University Press, ISBN 9780521845472

|  | Тази страница частично или изцяло представлява превод на страницата Thomas Asen Palaiologos в Уикипедия на английски. Оригиналният текст, както и този превод, са защитени от Лиценза „Криейтив Комънс – Признание – Споделяне на споделеното“, а за съдържание, създадено преди юни 2009 година – от Лиценза за свободна документация на ГНУ. Прегледайте историята на редакциите на оригиналната страница, както и на преводната страница, за да видите списъка на съавторите. ВАЖНО: Този шаблон се отнася единствено до авторските права върху съдържанието на статията. Добавянето му не отменя изискването да се посочват конкретни източници на твърденията, които да бъдат благонадеждни. |